# Mantelyta

Cylinderns yta

Mantelytan är den välvda ytan av en cylinder eller kon. Storleken av en cirkulär cylinders mantelyta är {\displaystyle 2\pi rh}, där r är tvärsnittsradien och h är höjden.
Storleken av en cirkulär kons mantelyta är
{\displaystyle \pi r{\sqrt {h^{2}+r^{2}}}=\pi rs}
där h är höjden, r basens radie och s sidans längd.